# Gerarda prevostiana
Gerarda prevostiana är en ormart som beskrevs av Eydoux och Gervais 1822. Gerarda prevostiana är ensam i släktet Gerarda som ingår i familjen Homalopsidae. Internationella naturvårdsunionen kategoriserar arten globalt som livskraftig. Inga underarter finns listade i Catalogue of Life.
Arten är med en längd mindre än 75 cm en liten orm. Den förekommer längs kusten och i havsvikar i Indien, Myanmar, Sri Lanka och Thailand. Habitatet utgörs av mangrove. Honor lägger inga ägg utan föder levande ungar.